# На путу издаје
На путу издаје је југословенска мини серија, снимљена у продукцији Телевизије Београд 1976. године. Сценарио је написао Синиша Павић а режирао је Сава Мрмак. Серија је освојила неколико награда на ТВ фестивалу у Порторожу. Запажена је по томе што је Синиша Павић написао сценарио тако да гледалац није могао да осети прелазе између документарног и играног дела.

## Улоге
| Глумац                 | Улога                                 |
| ---------------------- | ------------------------------------- |
| Милош Жутић            | Танасије Динић, пуковник              |
| Петар Божовић          | Иследник                              |
| Бранислав Цига Јеринић | Драгомир Јовановић, министар полиције |
| Петер Карстен          | Ханс Хелм                             |
| Татјана Бељакова       | Марион Баудерер                       |
| Деметер Битенц         | Генерал Аугуст Мајснер                |
| Стево Жигон            | Павле Карађорђевић                    |
| Јожа Упан              | Генерал Харалд Турнер                 |
| Иво Јакшић             | Генерал Хајнрих Данкелман             |
| Борис Андрушевић       | Генерал Хајнрих Данкелман             |
| Мирко Буловић          | Капетан краљеве војске 2              |
| Милан Ерак             | Спроводник                            |
| Душан Голумбовски      | Нeмачки официр                        |
| Радмила Гутеша         |                                       |
| Богдан Јакуш           | Настојник                             |
| Ђорђе Јовановић        |                                       |
| Љуба Ковачевић         | Милисав                               |
| Драган Лаковић         |                                       |
| Милутин Мићовић        | Наредник краљеве војске               |

 Остале улоге  ▼
| Глумац                   | Улога                            |
| ------------------------ | -------------------------------- |
| Војислав Мићовић         | Масер                            |
| Жарко Митровић           |                                  |
| Јован Николић            | Сељак 2                          |
| Данило Лазовић           | Господин Вуковић, Љотићевац      |
| Марко Николић            | Комунистички официр              |
| Драган Оцокољић          | Поручник                         |
| Радослав Павловић        | Сељак 1                          |
| Волођа Пер               |                                  |
| Драгољуб Петровић        |                                  |
| Божидар Савићевић        | Капетан краљеве војске 1         |
| Зоран Стојиљковић        |                                  |
| Горан Султановић         | Поручник краљеве војске          |
| Душан Тадић              | Надзорник затвора                |
| Танасије Узуновић        | Обергрупенфирер Рајнхард Хајдрих |
| Младен Млађа Веселиновић | Фонкајзерберг (1 еп. 1976)       |

Комплетна ТВ екипа  ▼
| Редитељ                   | Сава Мрмак              |                            |
| Сценариста                | Синиша Павић            |                            |
| Продуцент                 | Милорад Бајић           | продуцент                  |
| Композитор                | Варткес Баронијан       |                            |
| Директор фотографије      | Александар Радосављевић |                            |
| Монтажер                  | Петар Путниковић        |                            |
| Сценограф                 | Петар Пашић             |                            |
| Уметнички директор        | Слободан Рундо          |                            |
| Костимограф               | Загорка Стојановић      |                            |
| Одсек за шминку           | Вера Ранковић           | шминкерка                  |
| Менаџер продукције        | Милан Цветковић Цига    | вођа снимања               |
| Менаџер продукције        | Борис Костов            | вођа снимања               |
| Менаџер продукције        | Бранко Стојнић          | директор филма             |
| Помоћник режије           | Југослав Ђорђевић       | помоћник редитеља          |
| Одсек за звук             | Мирослав Белановић      | асистент тонског сниматеља |
| Одсек за звук             | Антоније Бугарски       | тон мајстор                |
| Одсек за звук             | Никола Стокановић       | микроман                   |
| Одсек за камеру и расвету | Милан Дрезгић           | пратилац камере            |
| Одсек за камеру и расвету | Слободан Обрадовић      | пратилац камере            |
| Одсек за камеру и расвету | Младен Релић            | пратилац камере            |
| Одсек за камеру и расвету | Чедомир Станковић       | сниматељ                   |
| Одсек за камеру и расвету | Боривоје Урошевић       | сниматељ                   |
| Одсек за костим           | Мирјана Морача          | асистент костимографа      |
| Одсек за монтажу          | Зоран Ковачевић         | видео миксер               |
| Музички одсек             | Варткес Баронијан       | музички сарадник           |
| Остала екипа              | Јелена Јовановић        | секретар режије            |
| Остала екипа              | Јелена Зигон            | секретар режије            |